# Janez Puh
Janez Puh [jánez púh] (nemško Johann Puch), slovenski izumitelj, mehanik in proizvajalec vozil, * 27. junij 1862, Sakušak, † 19. julij 1914, Zagreb.

## Življenje in delo
Puh se je rodil v Sakušaku v Slovenskih goricah. Kot najstarejši sin bajtarjev z devetimi otroki je moral z devetimi leti od doma in se pri petnajstih letih izučil za ključavničarja(glede na ohranjene vire je kot vajenec delal v Rotmanu, na Ptuju, v Mariboru in  Radgoni). Na izpopolnjevanje je odšel v Gradec in se po opravljeni vojaščini (1885) tam tudi naselil. To je bilo v času, ko so iz Združenega kraljestva začela prihajati prva kolesa. Novo prevozno sredstvo ga je zelo zanimalo, zato ga je izpopolnil in v svoji tovarni začel izdelovati zelo dobra kolesa, s katerimi se je uveljavil celo v Združenem kraljestvu in Franciji.
Pozneje je njegovo pozornost pritegnila iznajdba motornih vozil. Obiskal je Daimlerja in Benza ter preštudiral njune motorje, ker je hotel z njimi opremiti svoja kolesa. Pri konstrukciji motocikla se je kmalu ločil od vzora kolesa in iskal prikladnejše oblike. Po daljšem preskušanju in izpopolnjevanju mu je uspelo zgraditi motocikel. Leta 1906 je ta zmagal na sloviti dirki za pokal Gordon-Bennet – vozil je s povprečno hitrostjo 77 km/h.
Vzporedno s proizvodnjo motociklov se je Puh začel ukvarjati z razvojem avtomobila in kmalu je s svojimi vozili oskrboval tudi avstrijski dvor. Najbolj mu je uspel tip VIII, ki je med 1. svetovno vojno veljal za najzanesljivejši osebni in sanitetni avtomobil, v prometu pa se je obdržal še dolgo po koncu vojne. Do leta 1914 je Puh razvil 21 različnih avtomobilskih tipov.
Puhova tovarna je na vrhuncu proizvodnje leta 1912 izdelala 16.000 koles, 300 motociklov in 300 avtomobilov, kar je bilo za tiste čase razmeroma veliko. Puh se je uradno upokojil leta 1912, vendar je še vedno ostal častni direktor družbe. Zadnja leta pred smrtjo je se (izmučen od trdega dela) z vse večjem veseljem ukvarjal s konji. Ravno iz tega razloga je na dan konjskih dirk zaradi kapi umrl v enem od zagrebških hotelov.
Umrl je tik pred začetkom Prve svetovne vojne, njegova tovarna pa je tudi po njej izdelovala avtomobile, motocikle in kolesa v Gradcu, ki je postal del Avstrije.